# سیرکوس

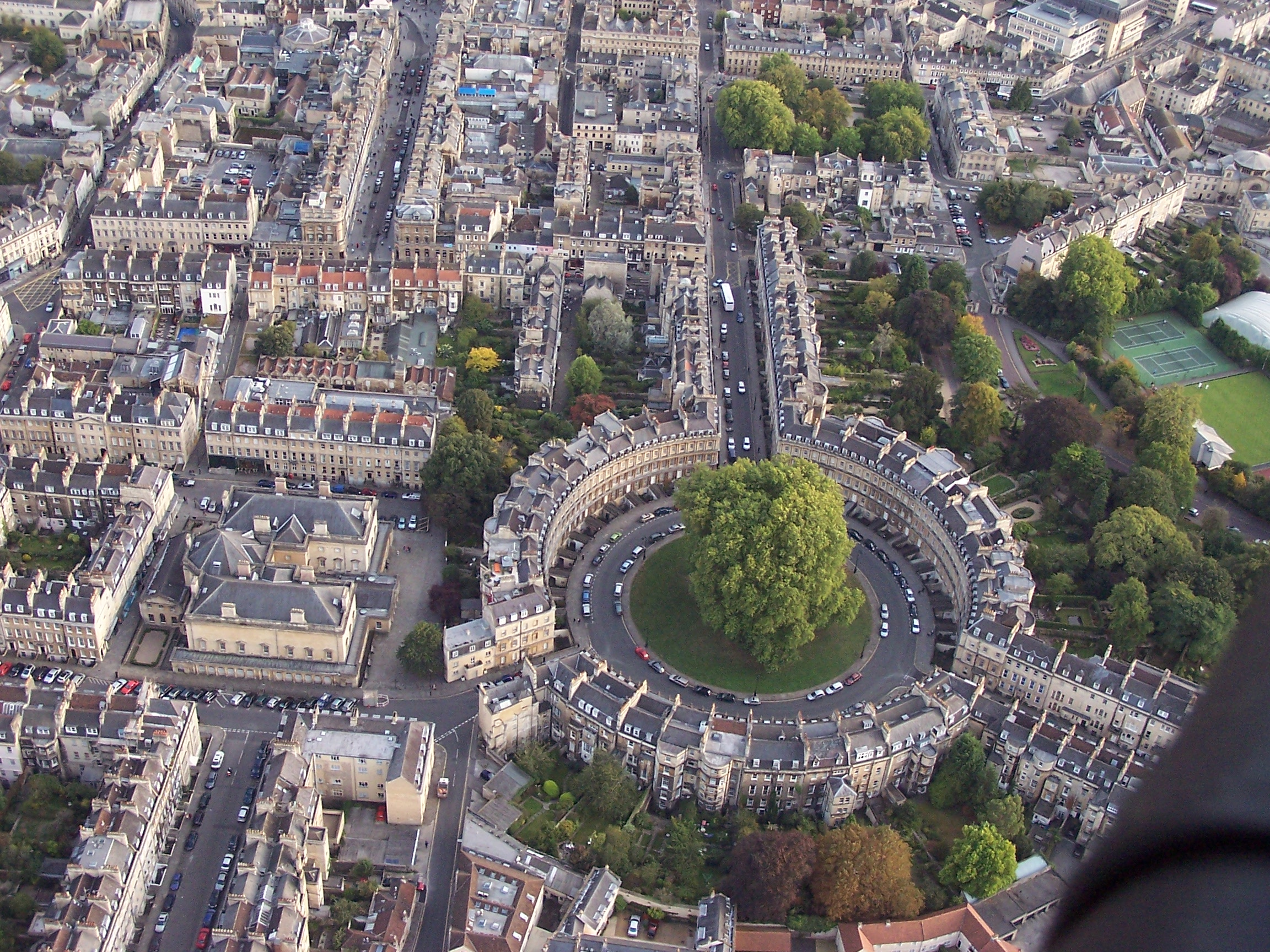
دید هوایی

سیرکوس (انگلیسی: Circus) خیابانی تاریخی در شهر باث انگلستان است که جان وود آن را در بین سال‌های ۱۷۵۴ تا ۱۷۶۸ طراحی کرد و امروزه یکی از نمونه‌های بارز معماری جرجی به‌شمار می‌آید. سیرکوس شامل دایره‌ای است به قطر حدود ۹۷ متر که با سه مسیر منقطع و به سه کمان مساوی تقسیم شده‌است.. وود در طراحی این اثر از سازهٔ پیشاتاریخی استون‌هنج الهام گرفته‌است.